# I STAND ALONE
「I STAND ALONE」（アイ スタンド アローン）は、1997年5月21日に発売された松たか子の2枚目のシングル。発売元はBMGジャパン。

## 収録曲
作曲・編曲:日向大介
1. I STAND ALONE
  - 作詞:松たか子
  - 音楽のコンセプトは「1970年代後半の音作りを今実践したらどうなるか」を元に制作した[1]。
  - 松が本作で初めて本格的な作詞作業に挑戦した[2]。
  - 楽曲名はアル・クーパーの同名のアルバムから引用している[1]。
  - ミュージック・ビデオは岩井俊二が監督している[1]。CMでは自転車に乗って街を走るシーンがあるが、松が自転車にうまく乗れなかったため、本編では自転車を押して歩くシーンが中心となった[3]。
  - 永山耕三は「現代の10代が終わる時の子の感じが非常によく出ている」「健気な少女が1人立ち尽くしている絵が見える」と称賛している[2]。
2. lovesick
  - 作詞:前田たかひろ
  - コンセプトは「一番最先端の格好良い音楽」[1]「ブラックミュージックのリズムを入れる」[2]としている。
  - 永山は「彼女のメロディへの言葉の乗せ方に、ボーカリストとしての優秀さが出ていて格好良い」と称賛している[2]。
3. I STAND ALONE（ORIGINAL KARAOKE）

## 収録アルバム
- 空の鏡 (#1 #2)
- Five years 〜singles (#1)
- footsteps 〜10th Anniversary Complete Best〜 (#1)

## タイアップ
- セイコー「LUKIA」CMソング。